# Verbandsgemeinde Alzey-Land
Verbandsgemeinde Alzey-Land é uma associação municipal do estado da Renânia-Palatinado.

## Comunidades
1. Albig
2. Bechenheim
3. Bechtolsheim
4. Bermersheim vor der Höhe
5. Biebelnheim
6. Bornheim
7. Dintesheim
8. Eppelsheim
9. Erbes-Büdesheim
10. Esselborn
11. Flomborn
12. Flonheim
13. Framersheim
14. Freimersheim
15. Gau-Heppenheim
16. Gau-Odernheim
17. Kettenheim
18. Lonsheim
19. Mauchenheim
20. Nack
21. Nieder-Wiesen
22. Ober-Flörsheim
23. Offenheim
24. Wahlheim